# Besiege
Besiege (укр. Облога) — інді-відеогра у жанрі «пісочниці» та головоломки-конструктора.

## Розробка
Після того як гра отримала «зелене світло» у сервісі Steam, вона стала доступна користувачам 28 січня 2015 року, де за перші два тижні піднялася на 8 сходинку найбільш продаваних ігор і отримала 98 % позитивних оглядів користувачів. З версії 0.04 гра почала підтримувати платформи Linux і Mac. Гра вийшла 18 лютого 2020 року. Консольна версія гри на Xbox One та Xbox Series X/S  було випущено у лютому 2022.

## Концепція
Концепція гри полягає в будівництві механізму з наданих деталей, здатного виконати поставлену мету. З кожним рівнем виконати завдання стає все важче і гравцеві доводиться модернізувати свою машину під конкретну ціль. Це може бути бронювання сталевими пластинами для захисту від лучників, створення катапульти, або щось схоже на кран для транспортування об'єктів. На кожному рівні гравцеві надається повна свобода дій. Єдиною умовою проходження рівня залишається виконання поставленої цілі (руйнування споруди, знищення ворога, досягнення точки тощо) механізмом, який має обмеження за розміром.

## Локації
Гравцеві представлена планета з п'ятьма материками, на яких розгортаються події. В альфа-версії доступні тільки два материки — Іпсилон і Толбрунд. В оновленні планується додавання інших. Також з часом буде доступний Місяць.
У грі також доступний режим «пісочниці» (англ. sandbox), де гравець може будувати пристрої практично необмеженого розміру і випробовувати їх на карті.

## Відгуки
Ще на етапі альфа-тестування гра стала досить популярною завдяки гнучкості геймплею. Гру почали називати «Minecraft для психів» через те, що знищувати живу силу можна різними способами навіть розрізати циркулярними пилами й спалювати вогнеметами.[джерело?]